# László Bárczay
László Bárczay (ur. 21 lutego 1936 w Miszkolcu, zm. 7 kwietnia 2016 tamże) – węgierski szachista, arcymistrz od 1967 roku.

## Kariera szachowa
W drugiej połowie lat 60. oraz w latach 70. należał do czołówki węgierskich szachistów. Najlepszy wynik w karierze zanotował w swoim jedynym występie na szachowej olimpiadzie w roku 1966 w Hawanie, gdzie uzyskał 11 pkt w 12 partiach oraz zdobył dwa olimpijskie medale: brązowy wraz z drużyną oraz złoty, za najlepszy wynik na VI szachownicy. W swoim dorobku posiada również dwa srebrne medale drużynowych mistrzostw Europy, które zdobył wraz z narodowym zespołem w latach 1970 oraz 1977. W roku 1967 wystąpił w turnieju międzystrefowym (eliminacji mistrzostw świata) w Sousse, zajmując XVII miejsce.
Odniósł szereg turniejowych sukcesów, zwyciężając bądź dzieląc I miejsca w m.in. Salgótarján (1967, memoriał Lajosa Asztalosa), Polanicy-Zdroju (1969, memoriał Akiby Rubinsteina), Děčínie (1978), Bajmoku (1978), Hradec Králové (1978/79) oraz Trenčianskich Teplicach (1981).
Najwyższy ranking w karierze osiągnął 1 stycznia 1976 r., z wynikiem 2485 punktów zajmował wówczas 8. miejsce wśród węgierskich szachistów. Według systemu Chessmetrics, najwyższą punktację osiągnął w styczniu 1969 r., z wynikiem 2582 zajmował wówczas 81. miejsce na świecie.
Osiągał również sukcesy w grze korespondencyjnej, w 1979 r. otrzymując tytuł arcymistrza w tej odmianie szachów.